# Zweigriffeliger Weißdorn
Der Zweigriffelige Weißdorn (Crataegus laevigata) ist eine Pflanzenart aus der Gattung der Weißdorne (Crataegus) und gehört zur Familie der Rosengewächse (Rosaceae). Sie ist in Europa verbreitet.

## Beschreibung

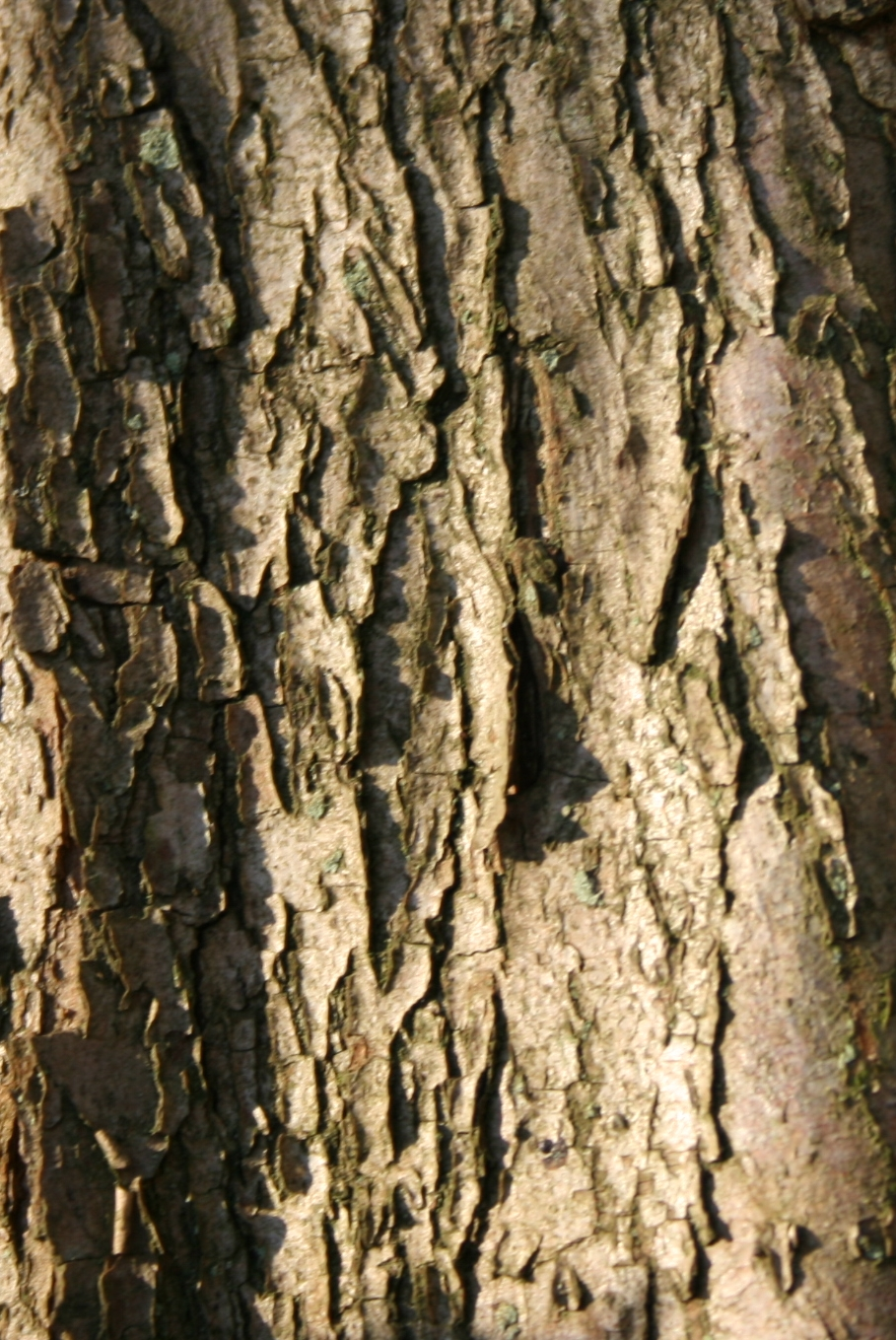
Borke

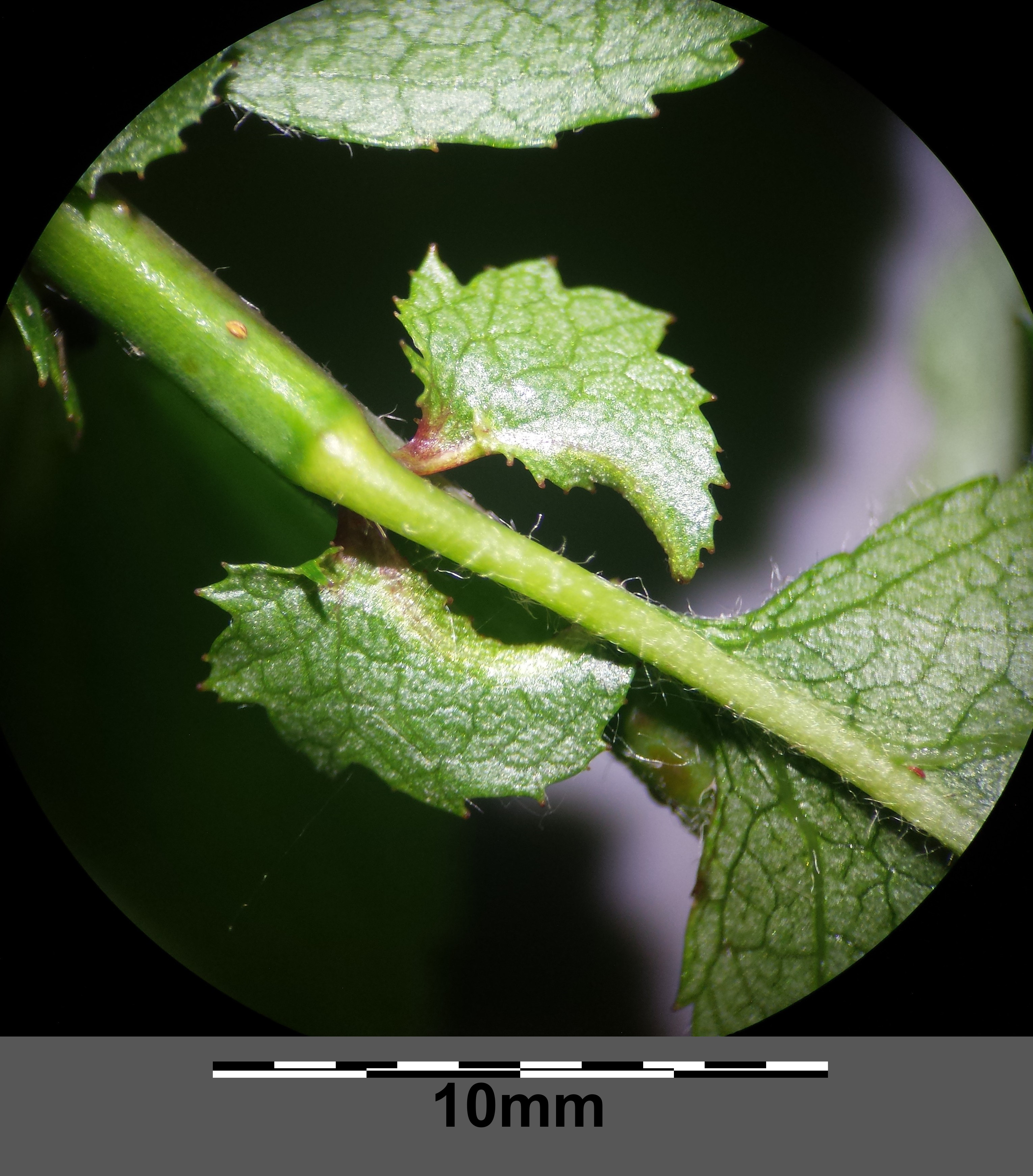
Stängel mit Nebenblättern

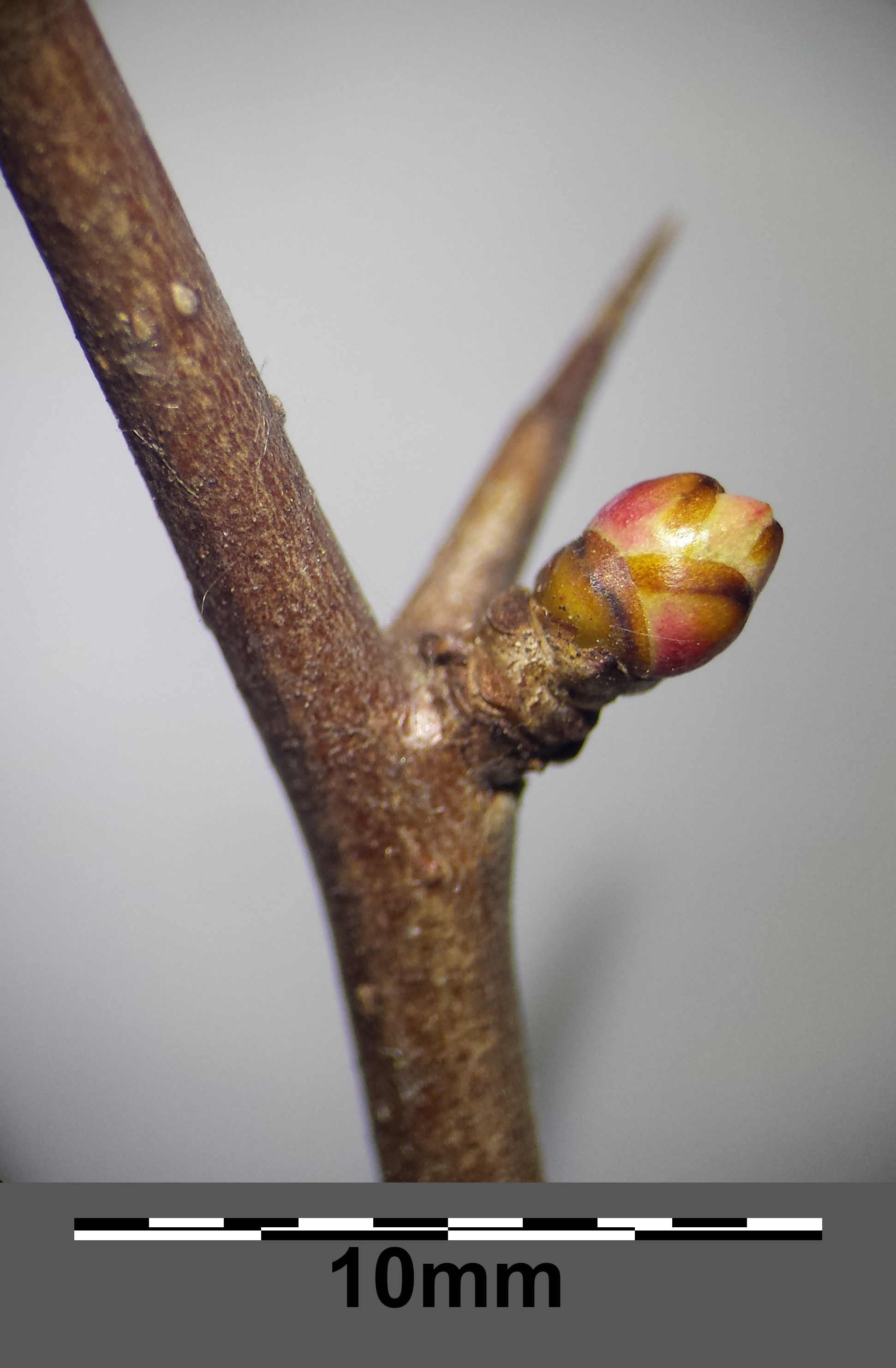
Kurztrieb mit Knospe sowie Dorn

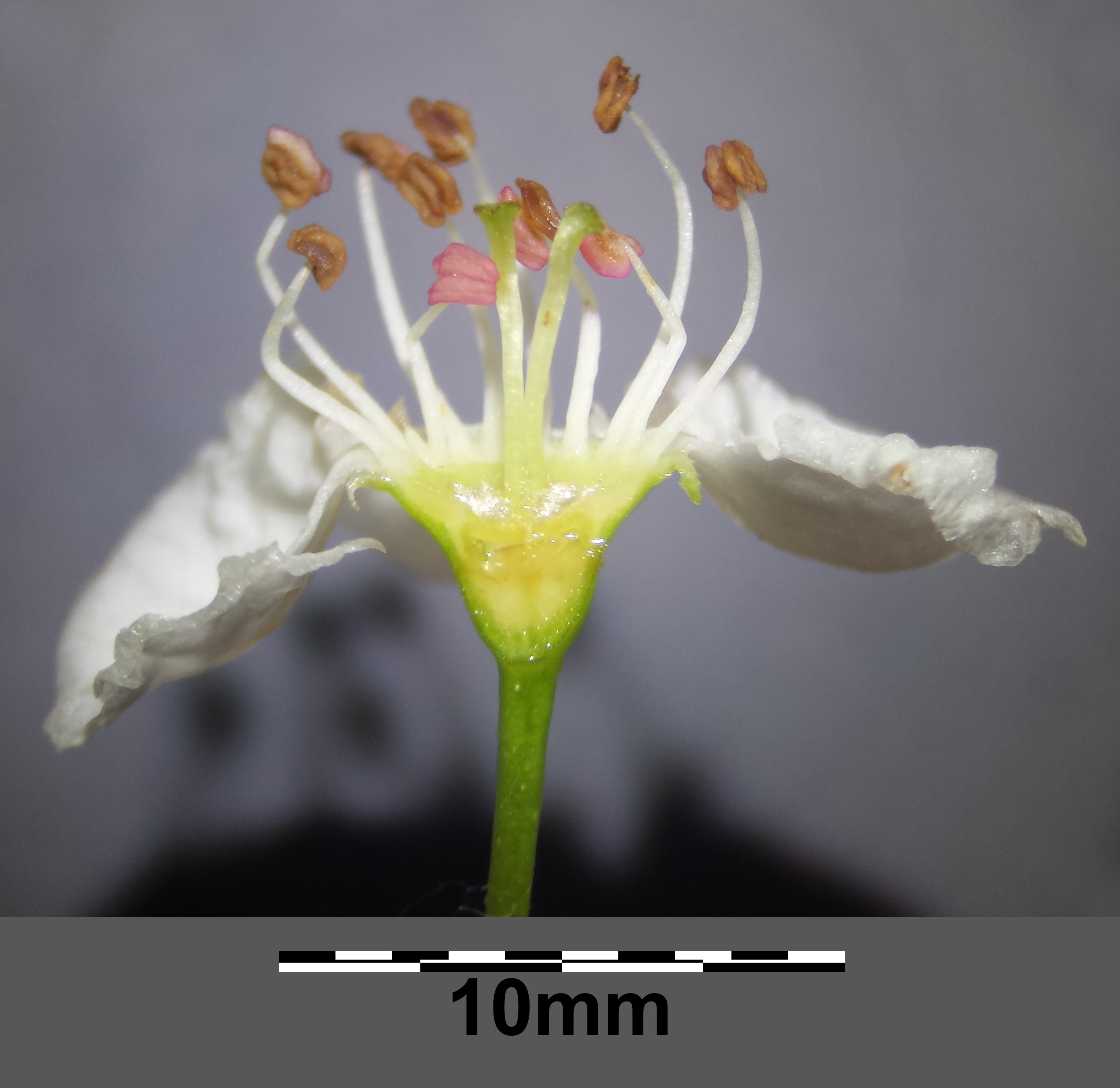
Geöffnete Blüte mit zwei Griffeln

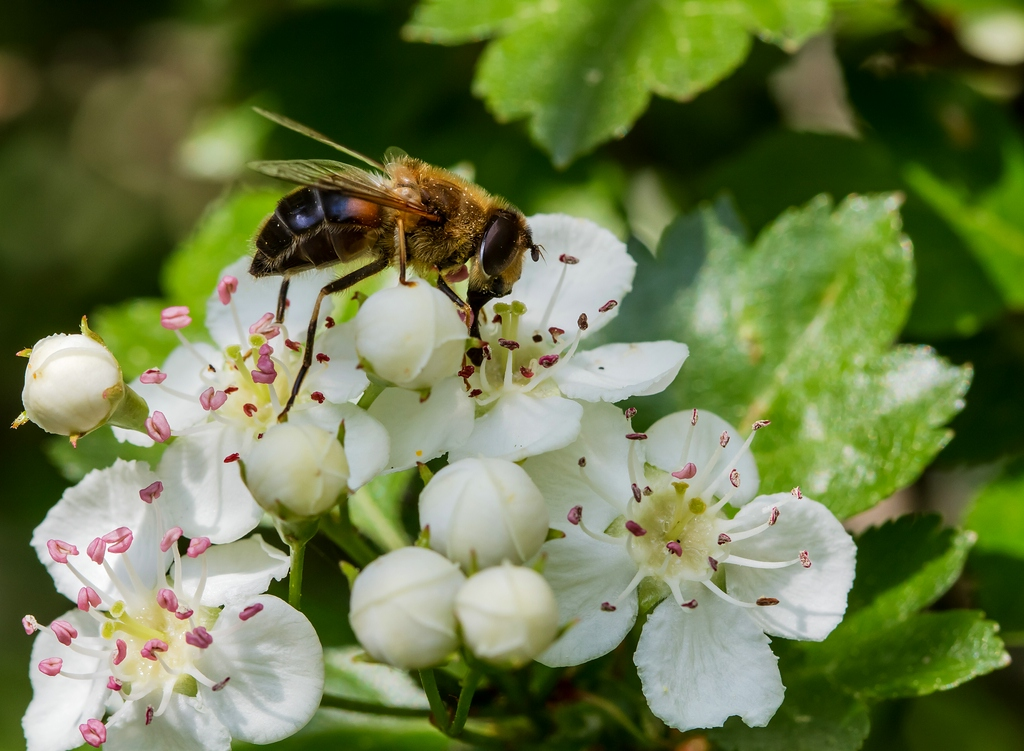
Blüten mit fünf weißen Kronblättern und zwei Griffeln

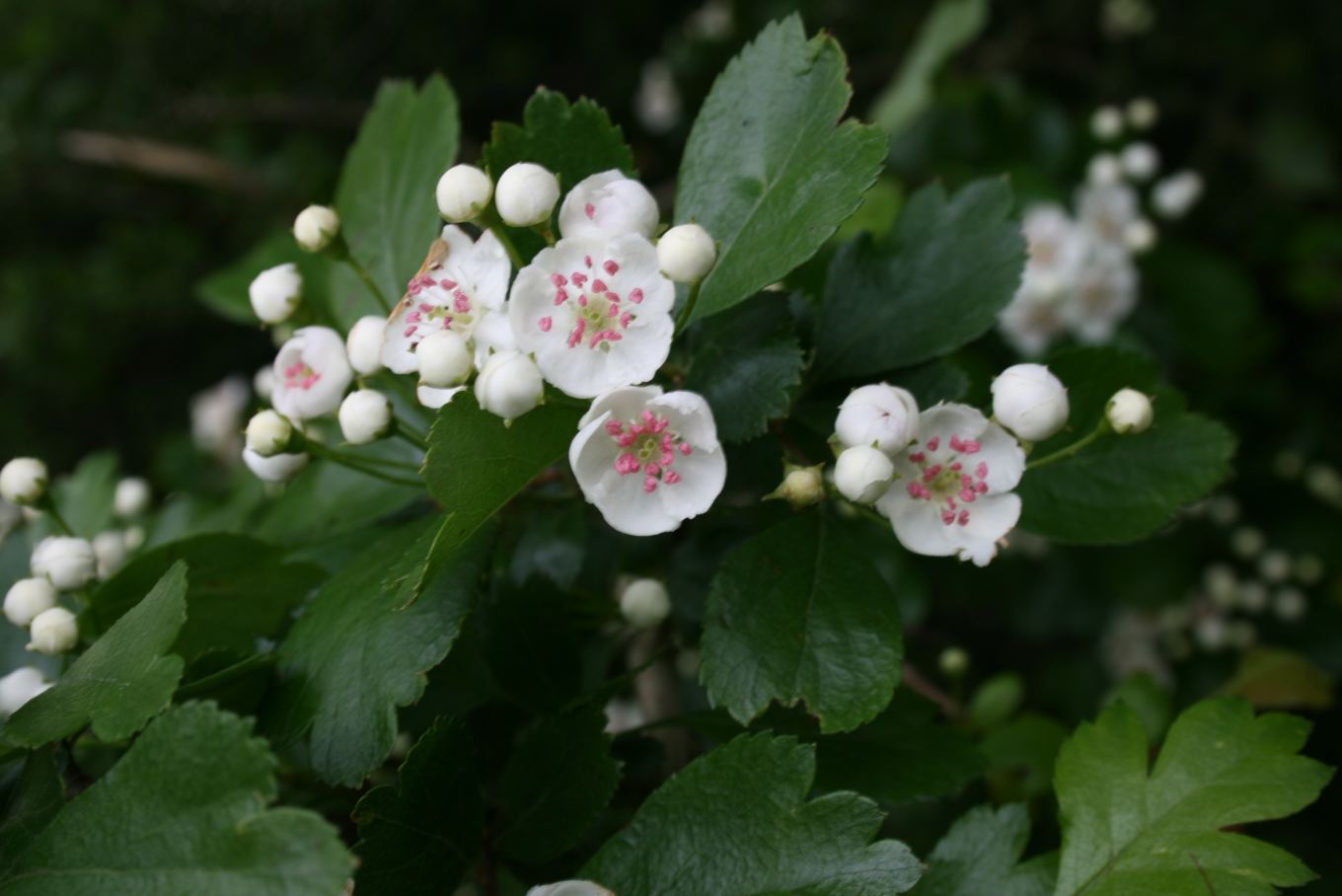
Radiärsymmetrische Blüten und Laubblätter

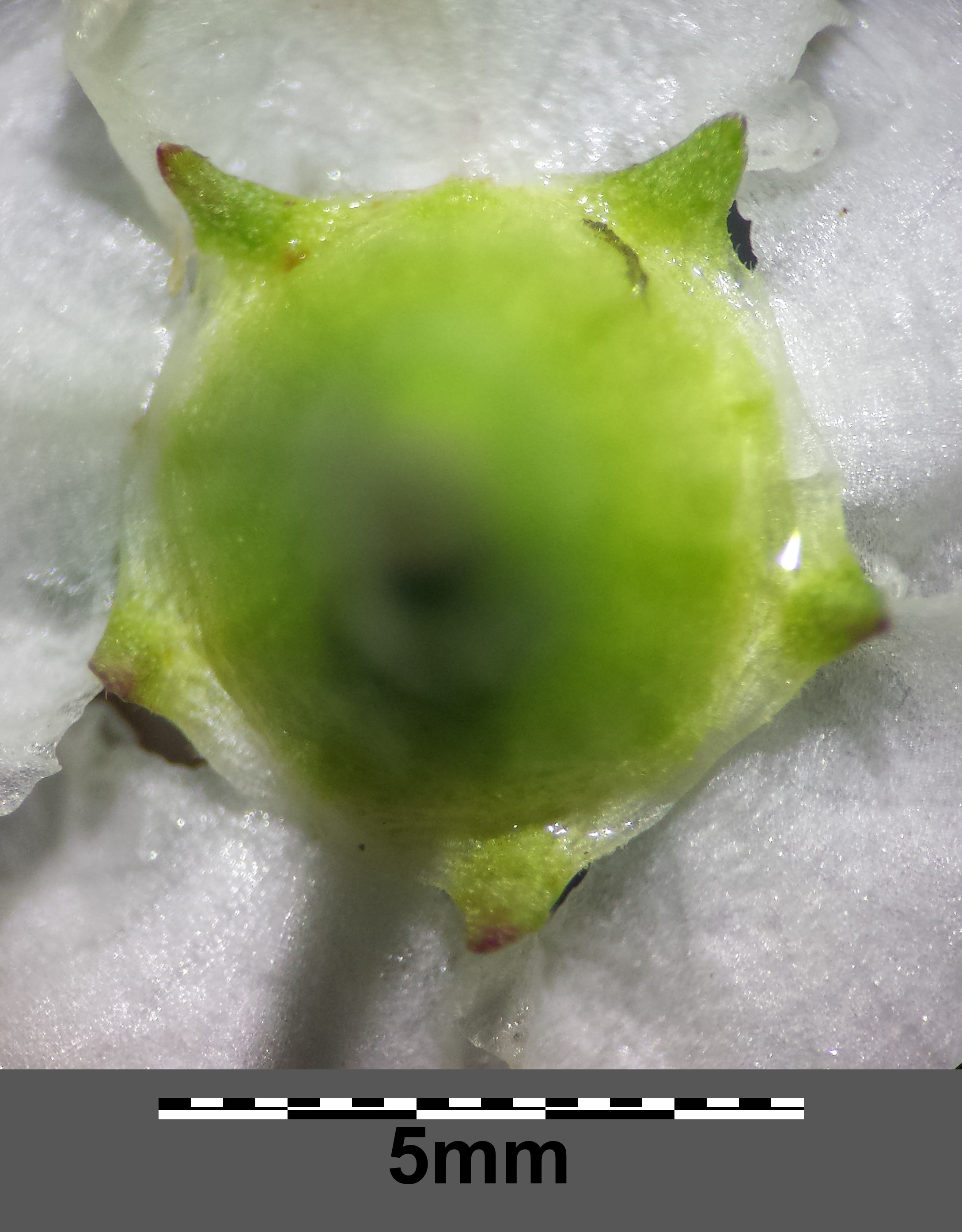
Kelch mit dreieckigen Kelchblättern

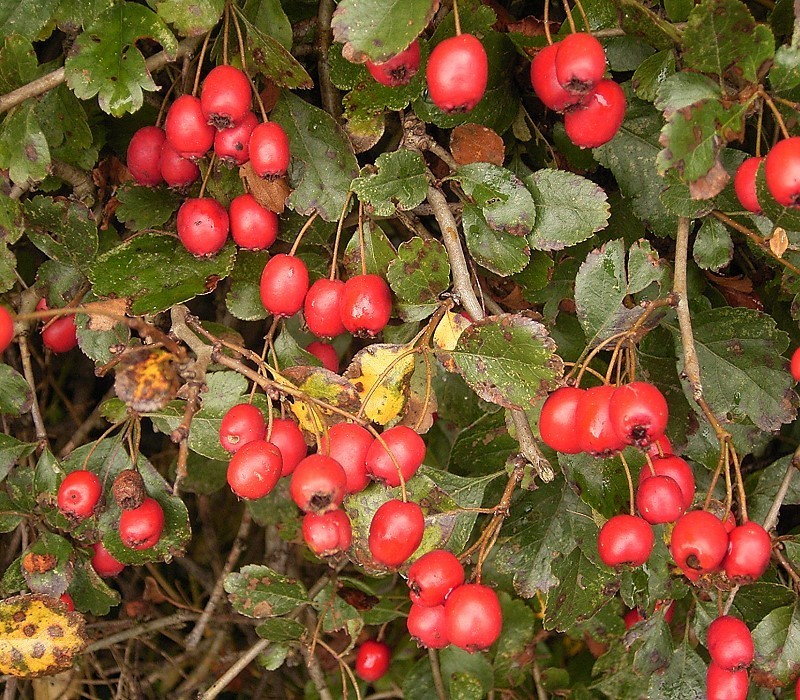
Früchte und Laubblätter

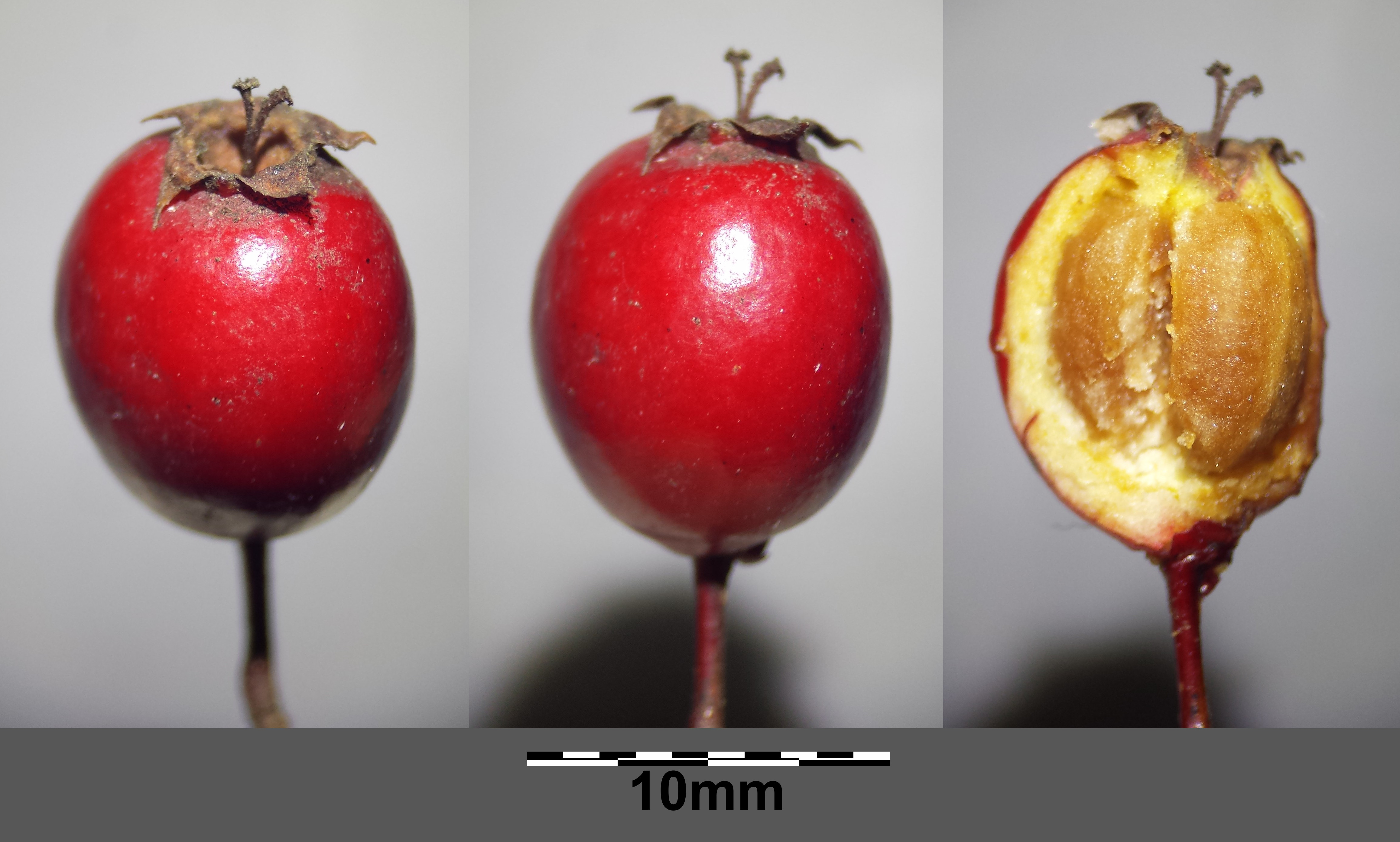
Frucht mit zwei Samen

### Erscheinungsbild und Blatt
Der Zweigriffelige Weißdorn ist ein sommergrüner Strauch oder kleiner Baum, der Wuchshöhen zwischen 2 und 10 Metern erreicht. Die Stängel sind verholzt und stark verzweigt. Sie bilden eine Vielzahl von Sprossdornen aus. Die Rinde zeigt eine glatte und hellgraue Oberfläche, wohingegen die Borke braun gefärbt ist und eine rissige Struktur aufweist. 
Die Laubblätter sind kahl und wenig geteilt oder bis zu einem Drittel der Spreitenhälfte gelappt, selten sind sie bis zur Hälfte gespalten. Die Blattlappen sind stumpf. Die Blätter der Kurztriebe sind wenig geteilt, kaum über 1/3 der Spreite, im Umriss oval-rundlich mit stumpfen, mehr oder weniger relativ stumpf-gezähnten Blattlappen und die Blattunterseite ist etwas heller grün als die -oberseite, aber nicht bläulich.

### Blütenstand, Blüte und Frucht
Die Hauptblütezeit liegt im Mai. Viele Blüten stehen in einem doldenrispigen Blütenstand zusammen. Die zwittrigen Blüten sind bei einem Durchmesser von 0,7 bis 2,5 Zentimetern radiärsymmetrisch und fünfzählig. Die fünf anliegenden bis schräg aufrechten sowie auswärts geneigten Kelchblätter sind breit-dreieckig und kaum länger als breit mit stumpflichem oder abgerundetem oberen Ende. Die fünf Kronblätter sind reinweiß. Es sind stets zwei oder drei Griffel vorhanden, die häufig auch noch an den Früchten erkennbar sind, selten tragen einzelne Blüten auch nur einen Griffel. Die Staubbeutel sind rot.
Nach der Befruchtung werden die unterständigen Fruchtknoten in ein steinhartes Kerngehäuse mit zwei oder drei Steinkernen in rote Apfelfrüchte eingeschlossen. Die Frucht ist bei Reife leuchtend ziegelrot bis stumpf-braunrot.
Die Chromosomenzahl beträgt 2n = 34.

## Ökologie
Beim Zweigriffeligen Weißdorn handelt es sich um einen mesomorphen Nanophanerophyten oder Phanerophyten. Einzelne Exemplare können in sehr seltenen Fällen bis zu 500 Jahre alt werden.
Die Wurzeln weisen eine ektotrophe Mykorrhiza auf.
Blütenökologisch handelt es sich um nektarführende Scheibenblumen mit fischartigem Geruch nach Trimethylamin. Die Bestäubung erfolgt durch Insekten.
Die Ausbreitung der Diasporen, es sind die Früchte, erfolgt durch Verdauungsausbreitung (endozoochor).

## Vorkommen
Der Zweigriffelige Weißdorn ist in den Florenelementen der submeridionalen montanen Zone bis zur temperaten subozeanischen Zone Europas vorhanden. In Deutschland ist er in allen Bundesländern verbreitet, kommt in den Alpen, im Schwarzwald und am Oberrhein aber nur zerstreut vor. Im östlichen Schleswig-Holstein ist der Zweigriffelige Weißdorn Art gemein (das heißt in über 90 % aller Kartierflächen vorhanden).
Der Zweigriffelige Weißdorn findet sich in Hecken und Waldrandgebüschen von Laubwäldern oder edellaubholzreichen Wäldern in fast ganz Europa und nördlich bis Südskandinavien.
Nach den Pflanzensoziologischen Einheiten nach Oberdorfer findet sich der Zweigriffelige Weißdorn in den Pflanzengesellschaften der Ordnungen Prunetalia spinosae (Meso- bis xerophile Hecken und Gebüsche) und Fagetalia sylvaticae (Mesophytische, buchenwaldartige Laubwälder Europas).
In den Allgäuer Alpen steigt sie bis zu einer Höhenlage von 1000 Metern auf.

## Taxonomie
Die Erstveröffentlichung erfolgte 1798 unter dem Namen (Basionym) Mespilus laevigata durch Jean Louis Marie Poiret in Lamarck und Poiret: Encycl., 4, 2, S. 439. Die Neukombination zu Crataegus laevigata (Poir.) DC. wurde 1825 durch Augustin Pyrame de Candolle in Prodr., Band 2, S. 630 veröffentlicht. Weitere Synonyme für Crataegus laevigata (Poir.) DC.: Crataegus coriacea Gand. non Woods, Crataegus kupfferi Cinovskis, Crataegus oxyacanthoides Thuill., Crataegus palmstruchii Lindm., Crataegus subinermis Gand., Crataegus walokochiana (Hrabětová) Soó, Mespilus digyna Gray nom. illeg., Mespilus intermedia Poir., Mespilus oxyacanthoides (Thuill.) DC., Oxyacantha matthioli Bubani nom. illeg., Oxyacantha obtusata M.Roem., Oxyacantha vulgaris M.Roem., Crataegus laevigata subsp. carnoviensis (Hrabětová) Dostál, Crataegus laevigata subsp. palmstruchii (Lindm.) Franco, Crataegus laevigata subsp. vulgaris (M.Roem.) Baranec, Crataegus laevigata subsp. walokochiana (Hrabětová) Holub, Crataegus oxyacantha subsp. carnoviensis Hrabětová, Crataegus oxyacantha subsp. joachymii Hrabětová, Crataegus oxyacantha subsp. microphylla (Lange) Dostál, Crataegus oxyacantha subsp. oxyacanthoides (Thuill.) Arcang., Crataegus oxyacantha subsp. polygyna H.Lév., Crataegus oxyacantha subsp. vernicosa Lange, Crataegus oxyacantha subsp. walokochiana Hrabětová, Crataegus palmstruchii subsp. rhenana R.Knapp.

## Zierpflanze
Es gibt mehrere Kulturform des Zweigriffeligen Weißdorns, darunter ist die bekannteste der Echte Rotdorn Crataegus laevigata 'Paul's Scarlet'. Sie werden heute meist zu C. ×media gerechnet.